# Cytheropteron alatum
Cytheropteron alatum är en kräftdjursart som beskrevs av Georg Ossian Sars 1866. Cytheropteron alatum ingår i släktet Cytheropteron och familjen Cytheruridae. Arten är reproducerande i Sverige. Inga underarter finns listade i Catalogue of Life.